# Конрад III (Тюбинген-Лихтенек)
Конрад III фон Тюбинген (на немски: Konrad III von Tübingen; * 1449; † 1506) е граф на Тюбинген и господар на Лихтенек.

## Живот
Той е големият син на граф Конрад II фон Тюбинген-Лихтенек и съпругата му Анна фон Лупфен, дъщеря на граф Йохан I фон Лупфен-Щюлинген, ландграф на Щюлинген († 1436), и втората му съпруга Елизабет фон Ротенбург († 1420). По-малкият му брат е граф Георг I фон Тюбинген-Лихтенек († 1507).
Конрад III се жени през 1489 г. за богатата София Бок, наричана Бьоклин от Страсбург (* 1460, Страсбург;† 13 януари 1510). Бракът е бездетен.
Конрад III купува през 1498 г. половината от замък Лимбург в Хесен.
Умира през 1506 г. и е погребан на 1 февруари във Фрайбург при предигер-монасите. Вдовицата му се омъжва втори път през 1509 г. за граф Лудвиг I фон Льовенщайн.